# Garonzi
 Garonzi (fl. XX secolo) è stato un calciatore italiano, di ruolo difensore.

## Carriera
Con il Petrarca disputa 18 gare nel campionato di Prima Divisione 1922-1923.